# 圣米迦勒要塞

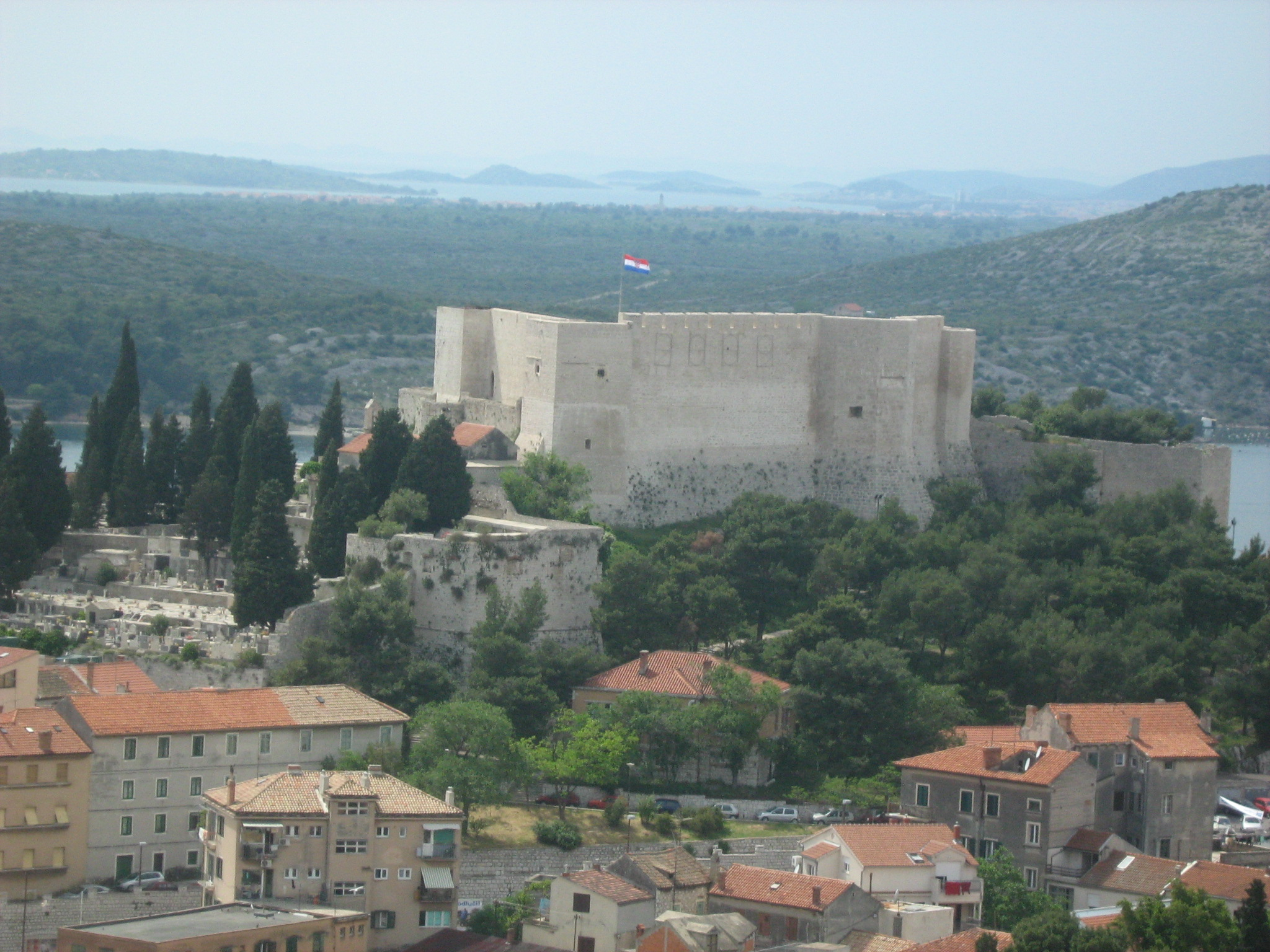
圣米迦勒要塞

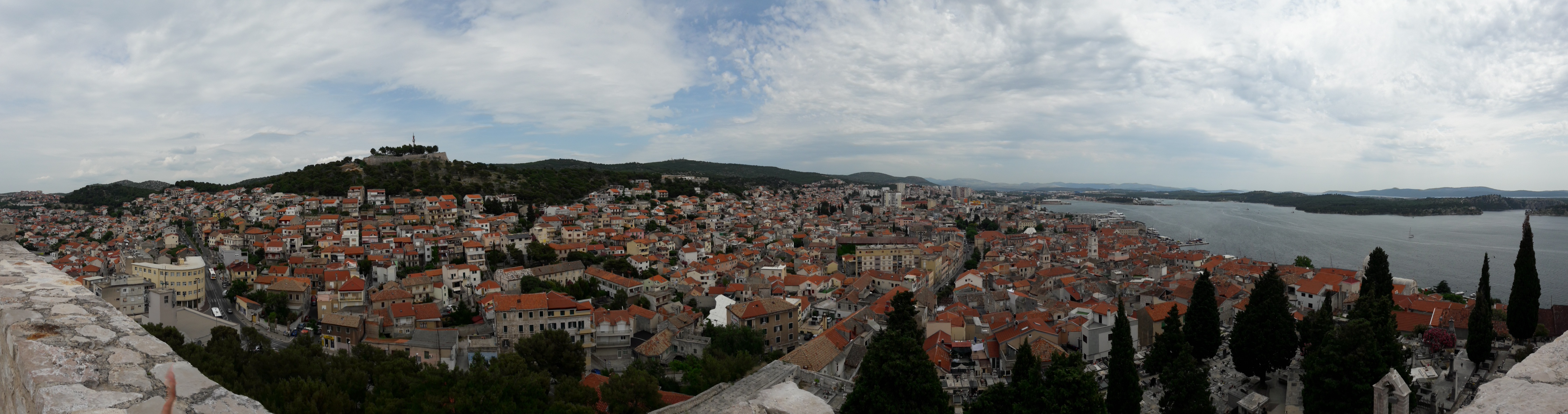

圣米迦勒要塞（克罗地亚语: Tvrđava sv. Mihovila, 威尼斯语: Castel vecchio，意为旧城堡）是克罗地亚城市希贝尼克的一座中世纪要塞，位于老城中心北侧的陡峭山顶，在此可以俯瞰老城和亚得里亚海。此处曾发现许多铁器时代的考古发现。。
圣米迦勒要塞得名于希贝尼克最古老的教堂圣弥额尔堂，位于城墙内。在威尼斯统治时期，通常称为旧城堡（castel vecchio） 。  